# Hogesnelheidslijn Wendlingen - Ulm

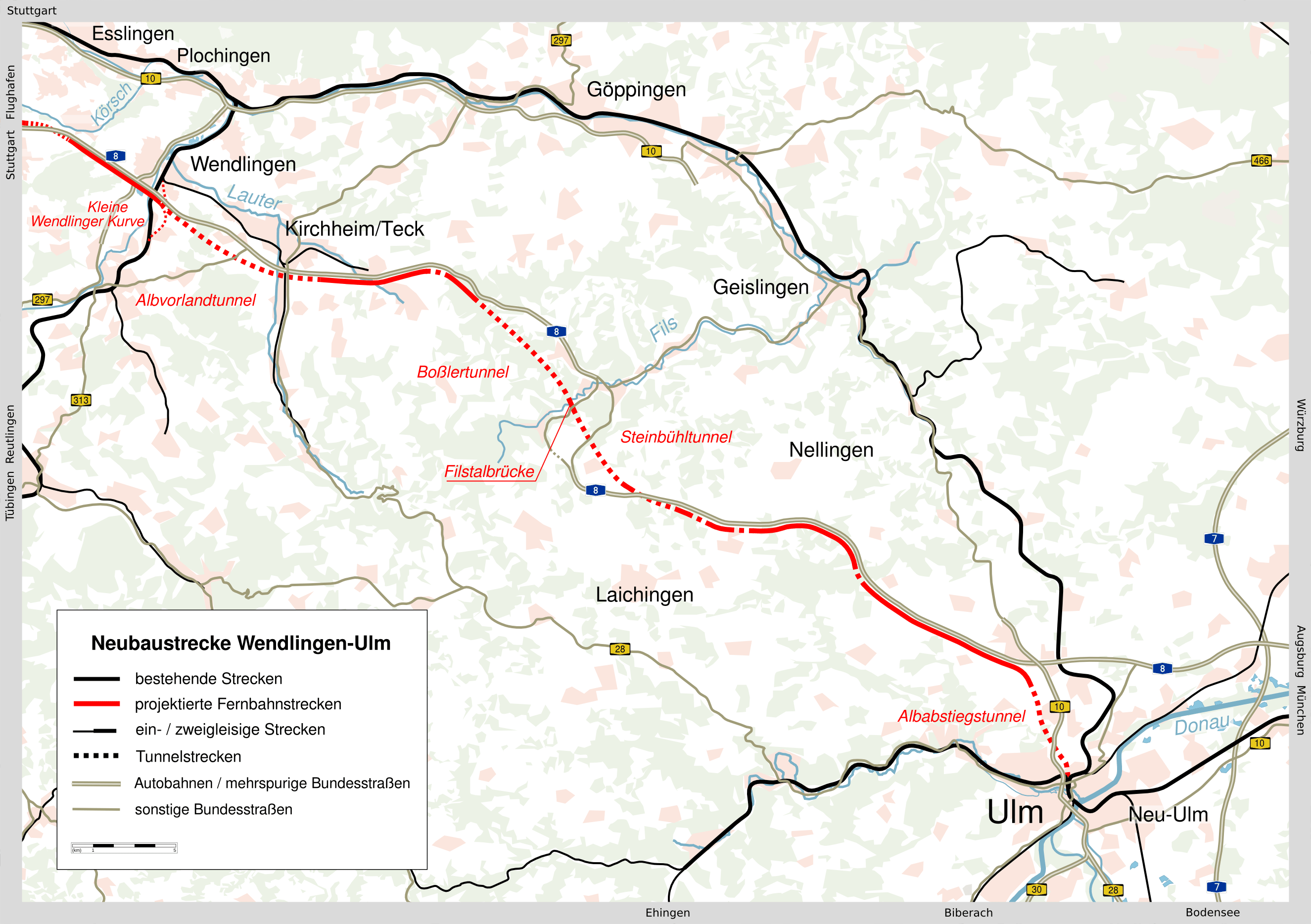
Overzichtskaart van de hogesnelheidslijn

De hogesnelheidslijn Wendlingen-Ulm is een Duitse hogesnelheidslijn (tot 250 km/u) over de Schwäbische Alb, grotendeels naast de autosnelweg A 8. Deze nieuwgebouwde (NBS) hogesnelheidslijn gaat in het westen aansluiten op het project Stuttgart 21 en sluit in het oosten middels een tunnel direct aan op het station Ulm Hauptbahnhof (Hbf). De lijn is geopend in december 2022. De spoorlijn is een deeltraject van het grotere nieuwbouwspoorproject Stuttgart - Augsburg, zelf deel van het Europese TEN-T project Magistrale voor Europa (Parijs tot Boedapest). De Europese Unie betaalt 50 procent van de planningsfase van het project en tien procent van de bouwkosten.
```
Vanuit Ulm Hbf loopt de bestaande spoorlijn door naar het in 2007 grootschalig verbouwde 
station Neu-Ulm
 (in de stad 
Neu-Ulm
) dat in de toekomst aansluiting moet gaan geven op een geplande hogesnelheidslijn Ulm-Augsburg. 
```

## Project
Eenmaal ingebruik genomen zou de reistijd voor het hogesnelheidsverkeer tussen Stuttgart en Ulm slechts 28 minuten zijn in plaats van de huidige 54 minuten, als een stop op Stuttgart Airport wordt weggelaten. Dit maakt deel uit van het Netz 21-concept van Deutsche Bahn, dat voorzag in een daling van de reistijd tussen Frankfurt en München (vooraf meer dan drie en een half uur) naar twee en een half uur. Deze reistijd kan alleen worden bereikt met een omleiding van Mannheim op de voorgestelde hogesnelheidslijn Frankfurt - Mannheim, waardoor de reistijd tussen Frankfurt en Stuttgart tot een uur zou worden teruggebracht. Deutsche Bahn heeft deze voorgestelde route opgeschort vanwege tegenstand in Mannheim.
27,1 km van de 58 km nieuwe lijn lopen door zeven tunnels met twee buizen. De geschatte bouwkosten van 2 miljard euro worden beïnvloed door de moeilijke geologie waar de tunnels doorheen lopen.

### Secties

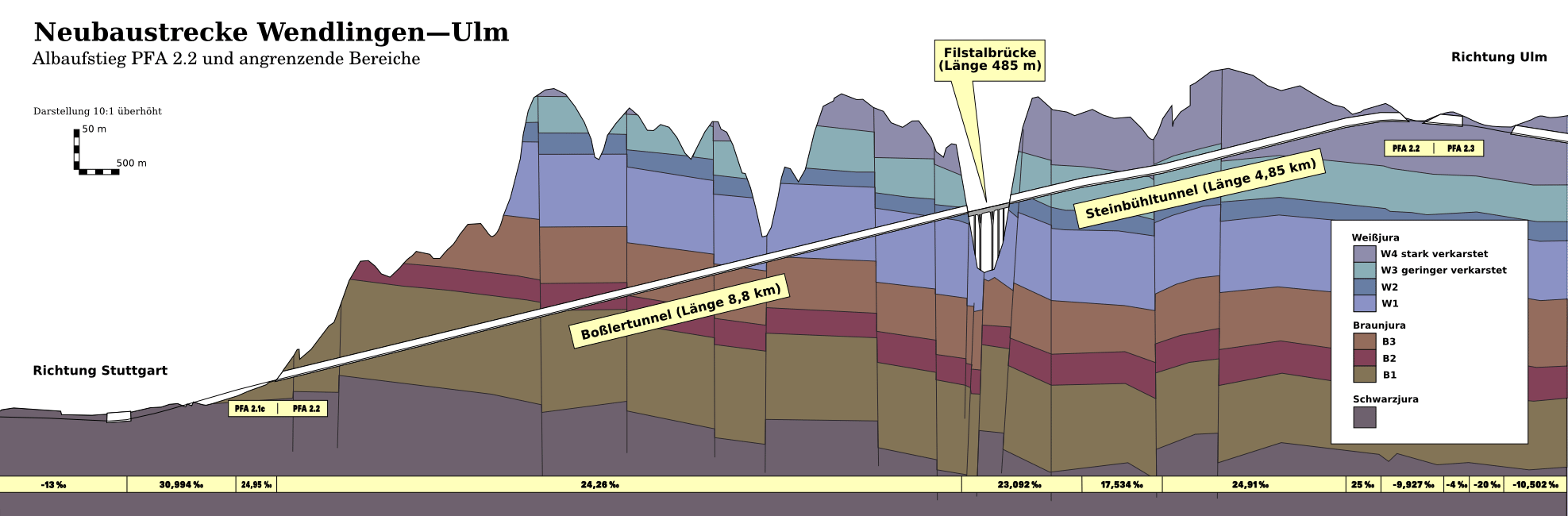
Een belangrijk punt van kritiek is de 15 km lange steile helling waarop de lijn de Schwäbische Alb beklimt met hellingen tussen 17 en 31 promille.

Het project is verdeeld in zeven planningssecties:
- Sectie 2.1 a/b verbindt Wendlingen met sectie 1.4 van het Stuttgart 21-project.
- Sectie 2.1 c (Albvorland (Uitlopers van de Alb) loopt parallel aan de A8, inclusief de 8,3 kilometer lange Albvorlandtunnel.
- Sectie 2.2 (Albaufstieg: Alb-beklimming) bestaat voornamelijk uit de ongeveer 8,8 km lange Bossler-tunnel, twee ongeveer 480 m lange bruggen over de Fils-vallei en de ongeveer 4,8 km lange Steinbühltunnel.
- Sectie 2.3 (Albhochfläche: Alb-hoogvlakte) loopt bovengronds en parallel aan de A8.
- Sectie 2.4 (Albabstieg (Alb-afdaling)) loopt door een tunnel de stad Ulm in.
- Sectie 2.5 a1, de verbinding van de lijn met station Ulm.
- Sectie 2.5 a2 (Donaubrug) sluit aan op het Neu-Ulm 21-project.

### Geschiedenis
In mei 2005 werd besloten om met de bouw te beginnen. Volgens de plannen van DB ProjektBau (de bouwdochter van Deutsche Bahn) zou de opening in 2013 klaar zijn geweest als de bouw in het najaar van 2005 was begonnen. Als gevolg van de bezuinigingen op de federale begroting is de start van de bouw echter vertraagd. Op 19 juli 2007 maakten de federale regering, de deelstaat Baden-Württemberg en de DB bekend dat het project officieel was goedgekeurd. € 2,0 miljard zou worden geïnvesteerd in de hogesnelheidslijn Wendlingen-Ulm, samen met € 2,8 miljard in Stuttgart 21. Baden-Württemberg stemde ermee in om 950 miljoen euro mee te betalen voor de lijn Wendlingen-Ulm, maar de federale regering wilde hiervoor geen financiering verstrekken vóór 2016.
De voorbereidende bouwwerkzaamheden voor de nieuwe lijn begonnen in het najaar van 2010. De symbolische eerste spadesteek vond plaats op 7 mei 2012. De lijn is officieel geopend in december 2022, vóór Stuttgart 21, dat naar verwachting in december 2026 wordt geopend. Op  (onder meer) deze lijn is de ICE 3neo voor het eerst ingezet. Ook de relatief nieuwe ICE 4 wordt hier  frequent ingezet.